# Mexicaanse gouverneursverkiezingen 2005

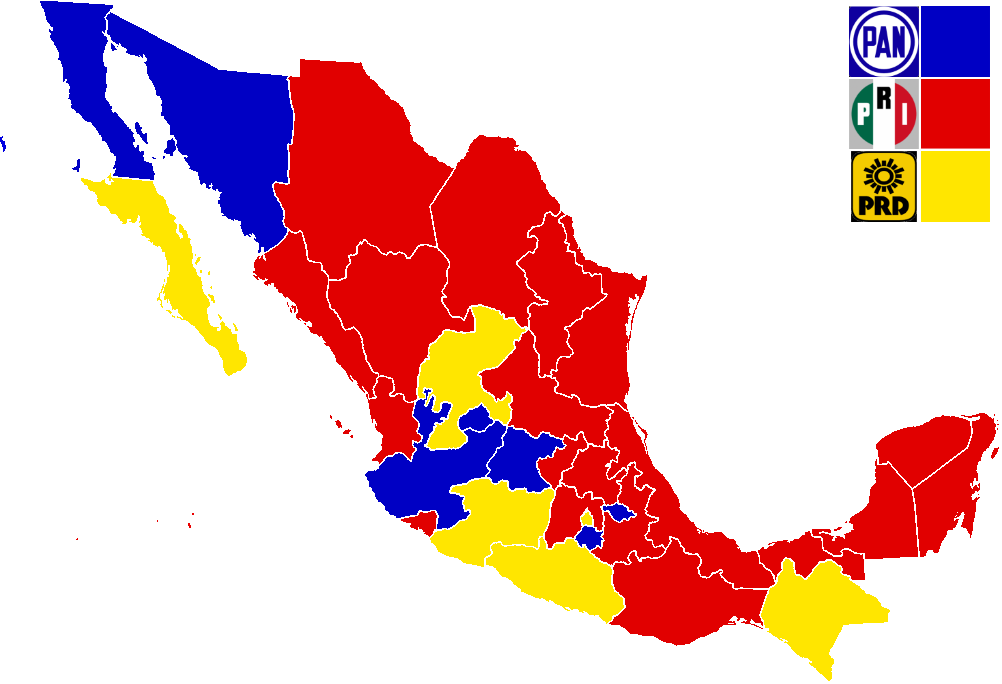
Politieke achtergrond van de huidige gouverneurs

In verschillende Mexicaanse staten werden in 2005 gouverneursverkiezingen gehouden.

## Zuid-Neder-Californië
Op 6 februari vonden er gouverneursverkiezingen plaats in Zuid-Neder-Californië. Narciso Agúndez Montaño van de Partij van de Democratische Revolutie (PRD) wist deze met enige afstand te winnen.

## Guerrero
Op 6 februari vonden er gouverneursverkiezingen plaats in Guerrero. Enkele dagen voor deze verkiezingen vielen er in Acapulco 3 doden bij een aanslag. Carlos Zeferino Torreblanca van de PRD won de verkiezingen, waardoor de staat voor het eerst in decennia geen gouverneur van de Institutioneel Revolutionaire Partij (PRI) kreeg. De kandidaat van de Nationale Actiepartij (PAN) van president Vicente Fox haalde minder dan een procent van de stemmen.

## Quintana Roo
Op 6 februari vonden er gouverneursverkiezingen plaats in Quintana Roo. Deze verkiezingen werden gewonnen door Félix González Cantú van de PRI.

## Hidalgo
Op 2 februari vonden er gouverneursverkiezingen plaats in Hidalgo. Miguel Ángel Osorio Chong van de PRI wist deze verkiezingen te winnen.

## Colima
Doordat gouverneur Gustavo Vázquez in een vliegtuigongeluk was omgekomen, werden er op 10 april verkiezingen gehouden in Colima. Silverio Cavazos van de PRI wist deze te winnen. De opkomst was met 55% laag.

## Nayarit
Op 3 juli vonden er gouverneursverkiezingen plaats in Nayarit. De vorige verkiezingen werden gewonnen door de kandidaat van de PAN met steun van de PRD. Gedurende de termijn bestond er echter onenigheid, waardoor de PAN en de PRD deze keer allebei met een eigen kandidaat kwamen. Mede hierdoor won de PRI-kandidaat Ney González met 8000 stemmen meer dan PRD-kandidaat Miguel Angel Navarro. Volgens de PRD hadden er echter onregelmatigheden plaatsgevonden, en de partij beraadde zich op het aanvechten van de uitslag.

## Mexico
Op 3 juli vonden er gouverneursverkiezingen plaats in Mexico, de meest bevolkingsrijke staat. Enrique Peña van de PRI wist deze met 47,45% van de stemmen te winnen. Peña voerde een campagne die niet zozeer gericht was op ideologie, maar eerder op grijpbare beloftes. Deze overwinning betekende een grote zege voor de PRI, die Mexico (het land) van 1929 tot 2000 non-stop geregeerd had. Deze overwinning werd gezien als teken dat de verkiezingsoverwinning van Vicente Fox van de PAN in 2000 Mexico weliswaar tot democratie had gemaakt, maar verder weinig veranderde in het levenspeil van de gemiddelde Mexicaan.
Veel politieke analisten keken met verbazing naar de verkiezingscampagne van PRD-kandidate Citlalli Ibáñez. Zij had haar naam laten veranderen in het onuitspreekbare Yeidckol Polevnsky, omdat ze naar eigen zeggen afstamde van Poolse Holocaustoverlevers. Aan de waarheid van dit verhaal werd getwijfeld, al was het maar omdat er tien verschillende geboortecertificaten van haar bestonden en omdat ze bekendstond om schijnbaar uit de lucht gegrepen verhalen over haar achtergrond. De opmerking van een van haar campagneleiders dat de campagne werd verstoord door ufo's maakte haar kansen niet groter. Ze wist uiteindelijk 24,17% van de stemmen te halen, een half procent minder dan PAN-kandidaat Rubén Mendoza, die eveneens een slechte indruk maakte tijdens de campagne. Mendoza verscheen dronken op een openbare campagnebijeenkomst, waarin hij pochte campagnecadeaus van Nieta te hebben gestolen en weggegeven met zijn eigen handtekening erop.
De opkomst was slechts 48%.

## Coahuila
Op 25 september vonden er gouverneursverkiezingen plaats in Coahuila. PRI-kandidaat Humberto Moreira, voormalig burgemeester van Saltillo, wist deze te winnen.